# Lecture Notes in Computer Science
Lecture Notes in Computer Science (LNCS) ist eine Buchreihe aus der Informatik, die seit 1973 von Springer Science+Business Media (vormals Springer-Verlag) herausgegeben wird.
Sie enthält Forschungsergebnisse der Informatik, meist als Tagungsbände, und Monographien. Dazu kommen in neuerer Zeit Tutorien, Umfragen und weitere Themen der Informatik.
Lecture Notes in Artificial Intelligence (LNAI) und Lecture Notes in Bioinformatics (LNBI) sind zwei Unterreihen der LNCS. Die Herausgeber der LNCS waren ursprünglich in Heidelberg beheimatet, jedoch wurde der Großteil der Arbeit mittlerweile nach Indien ausgelagert. Bis zum Ende des Jahres 2016 sind mehr als 10.000 Bände erschienen. Ein Onlineabonnement der vollständigen Reihe kostet annähernd 23.000 Euro pro Jahr. LNCS gehört zu den größten Schriftenreihen der Informatik, zusammen mit denen der ACM, IEEE und USENIX.